# Fabian Schnaidt
Fabian Schnaidt, né le 27 octobre 1990, est un coureur cycliste allemand.

## Biographie
Fabian Schnaidt naît le 27 octobre 1990 en Allemagne.

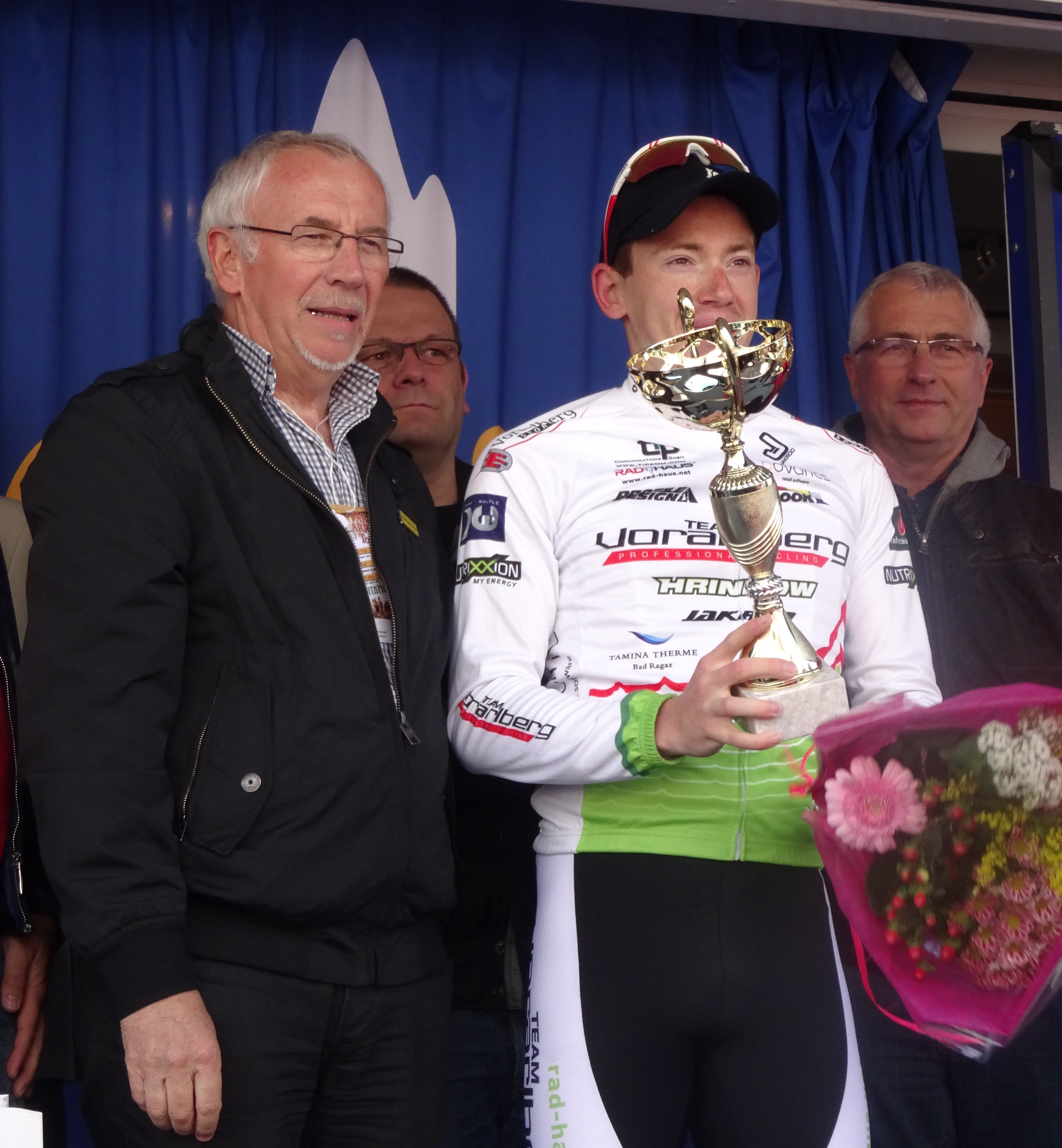
Fabian Schnaidt vainqueur de la 2e étape du Paris-Arras Tour 2014.

Membre de Specialized Concept Store en 2012, il passe dans l'équipe Champion System l'année suivante, puis est recruté par Vorarlberg en 2014. Il remporte quatre courses durant cette saison. À l'issue de celle-ci, il met fin à sa carrière.

## Palmarès
- 2011[1]
  -  Champion d'Allemagne sur route espoirs
  - Cottbus-Görlitz-Cottbus
- 2012
  - 6e étape de la Tropicale Amissa Bongo
  - 2e étape du Tour de Haute-Autriche
  - 1re étape du Tour du lac Qinghai
- 2014
  - 5e étape de Tour de Taïwan
  - Grand Prix Vorarlberg
  - 2e étape du Paris-Arras Tour[3]
  - 1re et 6e étapes du Tour d'Iran - Azerbaïdjan
  - 2e de Banja Luka-Belgrade I
  - 3e du Grand Prix Izola

## Classements mondiaux
| Année           | 2012 | 2013 | 2014 |
| --------------- | ---- | ---- | ---- |
| UCI Asia Tour   | 49e  | 181e | 45e  |
| UCI Europe Tour |      |      | 224e |